# 曼努埃尔·比尔
曼努埃尔·比尔（1993年9月17日—），是一名出生于德国的泰国足球运动员，司职后卫。現效力於泰超俱乐部曼谷联，也代表泰国国家足球队。

## 荣誉

### 国家队
- 东南亚足球锦标赛冠军：2020